# Kinderbach (Pfrimm)
Der Kinderbach ist ein knapp 10 km langer Zufluss der Pfrimm in der Nordpfalz und dem südlichen Rheinhessen.

## Verlauf
Der Kinderbach entspringt, als Weidengraben, in der Gemarkung zwischen Biedesheim und Kindenheim. Hier fließt er durch weites Ackerland bis nach Kindenheim. Oberhalb von Kindenheim ist das Bachbett meistens ausgetrocknet. Ab Kindenheim führt der Bach dauerhaft Wasser und fließt nun weiter nach Bockenheim an der Weinstraße. Nach dem Unterqueren der Weinstraße erreicht der Kinderbach in der Gemarkung zwischen Monsheim und Hohen-Sülzen rheinhessisches Gebiet. Ab hier wird der Bach auch Quodbach genannt. Der Name leitet sich von althochdeutsch quāt „Schmutz, Kot“ ab. Kurz nach dem Unterqueren der Bahnlinie Monsheim–Grünstadt versickert das Wasser in einem renaturierten Bachbett. Die letzten drei Kilometer ist das Bachbett die meiste Zeit ausgetrocknet. Zwischen Monsheim und Worms-Pfeddersheim mündet der Bach von rechts in die Pfrimm.